# Lisy Fischer
Elisabeth "Lisy" Fischer, född 22 augusti 1900 i Zürich, Schweiz, död 6 juni 1999 i Newcastle upon Tyne, England, var en framstående judisk pianist. Som ung beskrevs hon av tidningarna, bland annat Crossener Tageblatt, som ett underbarn.